# ヒッチン・タウンFC
ヒッチン・タウン・フットボールクラブ（Hichin Town Football Club）はイングランド、ハートフォードシャー州、ノース・ハートフォードシャー市、ヒッチンを本拠地とするサッカークラブチームである。2017-2018シーズンはサザンフットボールリーグ・プレミアディヴィジョン（7部相当）に所属。

## タイトル

### 国内タイトル
- イスミアンリーグ・ディヴィジョン1:1回

1992-1993

### 国際タイトル
- なし